# 札幌市立伏見小学校
札幌市立伏見小学校（さっぽろしりつふしみしょうがっこう）は、北海道札幌市中央区にある公立小学校。

## 概要
地域の発展を目的に1968年に開校。児童数は726名（令和3年4月6日現在）で、クラス数は20学級。教員数は37名（令和3年4月6日現在）。
藻岩山を望む閑静な住宅街に位置し、国際理解教育・環境教育・情報教育にも力を入れている。
JR札幌駅南口再開発に伴い札幌市と日本郵便は、中央区北5西1の市有地と中央区南20西15の郵政研修センター跡地を交換し、市が取得する中央区南20西15の土地に伏見小学校を移転させる計画がある。

## 教育目標
- 健康で豊かな情操をもつ子どもを育てる
- 責任をもち　自ら努力する子どもを育てる
- 個性を伸ばし　創造性豊かな子どもを育てる